# Metro w Grazu
Ten artykuł dotyczy przyszłego wydarzenia. Informacje w nim zawarte mogą się zmienić wraz z pojawieniem się nowych faktów, a początkowe doniesienia mogą być niepewne. Ostatnie aktualizacje tego artykułu mogą nie odzwierciedlać najbardziej aktualnych informacji.
Metro w Grazu – projektowany system metra w austriackim mieście Graz.
W 2021 r. władze miasta zleciły opracowanie studium wykonalności budowy dwóch linii metra o łącznej długości ok. 25 km (M1 Eggenberg–Berlinerring, M2 Gösting–Webling).